# Коссон, Антуан Александр де
Антуан Александр де Коссон д’Эконж (фр. Antoine Alexandre de Cosson d'Esconges; 1766—1839) — французский военный деятель, бригадный генерал (1808 год), барон (1808 год), участник революционных и наполеоновских войн.

## Биография
Родился в семье сеньора и офицера Франсуа де Коссона д’Эконжа (фр. François Joseph de Cosson d'Esconges; 1722—1800) и его супруги Анны де Лоншан де Буко (фр. Anne Catherine de Longchamp de Boucaud; 1738—1815).
Поступил на службу 12 июля 1784 года младшим лейтенантом без жалованья в Королевский Овернский пехотный полк (18-й полк с 1 января 1791 года). 24 сентября 1785 года стал титулярным младшим лейтенантом. 21 февраля 1792 года дослужился до капитана. С 1792 по 1795 год служил в Армии Восточных Пиренеев и Северной армии. 17 января 1793 году он взял себе имя «Цинк» (фр. Zinc), имя, появившееся в революционном календаре. 11 июня 1793 года стал адъютантом генерала Флера, главнокомандующего Армии Восточных Пиренеев. 10 сентября 1793 года в Генеральном штабе получил чин командира батальона штаба, а 5 марта 1794 года — полковника штаба.
С августа 1795 года служил в 10-м военном округе. 18 марта 1798 года переведён в 3-й военный округ. 28 сентября 1800 года - в 4-й округ. С 23 сентября 1801 года без служебного назначения. 4 сентября 1802 года вновь в 3-м округе.
8 ноября 1803 года зачислен в лагерь Сент-Омер и 27 ноября назначен начальником штаба 3-й пехотной дивизии Леграна. С 29 августа 1805 года в составе 4-го корпуса маршала Сульта Великой Армии. Принимал участие в кампаниях 1805-07 года. Отличился при Аустерлице, Любеке, Эйлау и Гейльсберге.
22 октября 1808 года был произведён в бригадные генералы. 6 марта 1809 года возглавил 1-ю бригаду (24-й лёгкий) 2-й пехотной дивизии 4-го корпуса Армии Германии. Получил огнестрельное ранение в левое бедро в битве при Ваграме и 28 августа вернулся во Францию, чтобы оправиться от раны.
31 октября 1809 года назначен командовать суб-дивизионом 3-го военного округа. 22 июля 1812 года возглавил 1-ю бригаду 34-й пехотной («княжеской») дивизии 11-го корпуса Великой Армии. Однако в расположение своей бригады так и не прибыл.
2 января 1813 года вышел в отставку. 3 июня 1815 года вернулся на службу в качестве старшего командира в Бельфоре. После второго отречения Наполеона, 1 августа 1815 года вышел в отставку и удалился в Париж, где умер 9 января 1839 года.

## Воинские звания
- Младший лейтенант (12 июля 1784 года);
- Старший аджюдан (1 марта 1791 года);
- Лейтенант (15 сентября 1791 года);
- Капитан (21 февраля 1792 года);
- Командир батальона штаба (10 сентября 1793 года);
- Полковник штаба (5 марта 1794 года, утверждён 9 марта 1795 года);
- Бригадный генерал (22 октября 1808 года).

## Титулы

Герб барона

- Барон Коссон и Империи (фр. baron Cosson et de l'Empire; декрет от 19 марта 1808 года, патент подтверждён 11 августа 1808 года в Нанте)[2][3].

## Награды
Легионер ордена Почётного легиона (5 февраля 1804 года)
 Офицер ордена Почётного легиона (14 июня 1804 года)
 Коммандан ордена Почётного легиона (11 июля 1807 года)